# Valle Hermoso (Teksas)
Valle Hermoso je naseljeno mjesto za statističke potrebe u američkoj saveznoj državi Teksas. Prema popisu stanovništva iz 2010. u njemu je živjelo 0 stanovnika.